# Памятная медаль Войны за независимость
Памятная медаль Войны за независимость (фин. Vapaussodan muistomitali) — финская памятная медаль, учреждённая 10 сентября 1918 года. Внешний вид награды разработал Аксели Галлен-Каллела.

## Описание награды
Медалью награждались все военнослужащие, воевавшие на стороне правительства, то есть белых во время Гражданской войны в Финляндии. Награда официально вручалась до 1937 года, а с разрешения — до 1960-х годов. Ею также могли быть награждены лица, чьи боевые заслуги были не достаточны для получения ордена Креста Свободы. 
На аверсе медали изображён Крест Свободы, на его горизонтальной планке расположены латные руки, держащие мечи с финского герба. На аверсе изображён финский лев и год 1918. К ленте медали крепилась серебряная геральдическая роза.
Существует множество вариантов медали с небольшими изменениями, поскольку она производилась несколькими фирмами в разное время.